# He Got Game
He Got a Game (br Jogada Decisiva) é um filme de 1998 do gênero drama, dirigido e escrito por Spike Lee.